# Patricia Danzi
Patricia Danzi (* 13. Februar 1969 als Patricia Nadler in Freiburg im Üechtland) ist eine Schweizer Amtsdirektorin eines Bundesamtes und ehemalige Leichtathletin. Die Umwelt- und Agrarwissenschaftlerin wechselte von der Leitung der Region Afrika des Internationalen Komitees vom Roten Kreuz per 1. Mai 2020 als Nachfolgerin von Manuel Sager zum Posten der Direktorin der Direktion für Entwicklung und Zusammenarbeit (DEZA).

## Leben
Danzi wuchs im Kanton Zug auf. Ihr Vater war von Nigeria an die Universität Fribourg gekommen, um zu doktorieren. Dort lernte er eine Sprachen studierende Schweizerin kennen. Er stammt aus Biafra, Danzis Grossvater war im Biafra-Krieg umgekommen. Während ihrer Zeit im Gymnasium war ihr das Umweltthema bereits wichtig, und schon mit 15 Jahren bewarb sie sich erstmals (noch erfolglos) beim IKRK. Während des Studiums erhielt sie aufgrund ihrer sportlichen Leistungen ein Sportstipendium in Nebraska (USA). 1996 startete sie an den Olympischen Sommerspielen in Atlanta im Siebenkampf und belegte den 23. Platz. Aus dem Sport, sagt Danzi, habe sie ihr Konzentrationsvermögen ins Berufsleben mitgenommen. Ihr Studium schloss sie in Geographie sowie Agrar- und Umweltwissenschaften ab. Zudem verfügt sie über einen Vertiefungsabschluss in Entwicklungszusammenarbeit der Universität Genf.
Patricia Danzi arbeitete ab 1996 beim Internationalen Komitee vom Roten Kreuz (IKRK). Ihr erster Auslandaufenthalt führte sie nach Goražde in Bosnien. Später war sie in Lateinamerika und dann in Afrika tätig. Von Mai 2015 bis 2020 leitete sie beim IKRK die Regionaldirektion Afrika mit über 7000 Mitarbeitern.
Patricia Danzi ist Mutter von zwei erwachsenen Söhnen.

## In den Medien
- Monica Suter: Patricia Danzi – Unterwegs für eine bessere Welt. In: Reporter, SRF 1, 12. Mai 2021 (33 min, teilweise Schweizerdeutsch).

- DEZA-Chefin Patricia Danzi - Die Welt retten, aber wie?   In:  Sternstunde Philosophie , SRF Kultur 25. Dezember 2021